# Русинъ (Закарпаття, Тіхий)
«Русинъ» — проурядовий щоденник на Закарпатті народовецького напрямку, підтримуваний чеським віце-губернатором П. Еренфельдом. Виходив в Ужгороді (1923) місцевою говіркою. Головний редактор — Ф. Тіхи (чех), співредактори В. Ґренджа-Донський, А. Штефан, В. Шуба, А. Ворон.